# Yankis
Yankis es una película dirigida por uno de los jóvenes airados del Free Cinema, John Schlesinger, quien esta vez bajo una pulcra apariencia académica ofrece una película antibélica, en la que los pequeños instantes que la vida ofrece deben aprovecharse porque en cualquier momento la felicidad puede desvanecerse ante la llegada del horror de la muerte, el racismo y los males que asuelan al mundo, entre ellos la soledad de unas personas que solo desean tener unas horas de paz ante las desgracias que se avecinan.

## Argumento
Las tropas aliadas se reúnen en la campiña inglesa. Una enfermera de la Cruz Roja casada tendrá una aventura con un militar estadounidense mientras su marido está en el frente. Un joven soldado yanqui vivirá una historia de amor con una joven cuyo prometido fallece. Mientras en el pueblo solo llegan noticias de desgracias y se observan ciertas costumbres racistas.

## Reparto
- Richard Gere - Matt Dyson
- Lisa Eichhorn - Jean Moreton
- Vanessa Redgrave - Helen
- William Devane - John
- Chick Vennera - Danny Ruffelo
- Wendy Morgan - Mollie
- Rachel Roberts - Sra. Clarrie Moreton

- Datos: Q2004460